# 高薄豊次郎
高薄 豊次郎（たかすすき とよじろう、1901年（明治34年）4月25日 - 1984年（昭和59年）8月17日）は、日本の政治家。室蘭市長（2期）。

## 経歴
北海道庁立小樽商業学校（現・北海道小樽商業高等学校）卒。卒業後の1921年雨竜郡納内村（現・深川市）書記補、1924年同書記、1925年同収入役となり、1933年空知郡三笠山村（現・三笠市）書記、1936年空知郡岩見沢町（現・岩見沢市）書記、同主事、1941年根室郡根室町（現・根室市）助役を経て、1945年根室郡歯舞村長となる。
戦後は1947年根室商工会常務理事、同事務局長、1949年室蘭市役所に入り、総務部長、1953年同助役となる。助役時代は「名助役」と謳われた。
1963年の市長選挙に立候補し、現職の熊谷綾雄を破った。1967年に再選。市長時代は所得倍増計画と国土総合開発計画実現に移され、室蘭市は新産業都市に指定された。外港の築設、陣屋工業地帯の造成、工業用水の確保、第二国道の建設などが進められた。また、白鳥台ニュータウンや水元団地の建設、上下水道と道路工事の着工、住居表示の実施、中央卸売市場の開設など市勢は発展を遂げた。
1971年の市長選挙では選挙中に事故に遭い、会社社長の長谷川正治に敗れた。1984年死去。